# Травневий провулок (Київ)
Травне́вий прову́лок — провулок у Солом'янському районі Києва, місцевість Монтажник. Пролягає від вулиці Володимира Брожка до Лисичанського провулку.
Прилучається Травнева вулиця.

## Історія
Виник у середині ХХ століття (не раніше 1949 року). З 1955 року — Майський провулок, пізніше назву було виправлено на сучасну.